# Pedig
Pedig je přírodní materiál, který se dováží z tropů jihovýchodní Asie. Jedná se o vnitřní část stonku ratanové liány Calamus rotang neboli ratanu. Tato liána má stonek silný pouze několik centimetrů a dlouhý až 100 metrů. Dřevo má velmi světlou barvu, podobnou lipovému dřevu. Používá se na výrobu nábytku, košíků, dokonce i k výrobě hudebních nástrojů a bičů. Před pletením je třeba jej na 3 až 5 minut namočit, tím nasaje do pórů vodu a stane se velmi ohebný. Po uschnutí drží tvar. Štípáním se vyrábí jak pedig kulatých průměrů, od tloušťky 1 mm přes 1,5 mm, 1,75 mm, 2 mm, 2,25 mm, 2,5 mm, 2,75 mm až po 10 mm, tak plochý pedig, jako jsou pedigové šény silné 4–6 mm či pedigové pásky zvané pedig band. Na rozdíl od vrbového proutí má pedig po celé délce stálý průřez.
Pedig je pórovitý, čímž velmi dobře absorbuje vodu a stává se tak velmi pružný. Základem pedigu je celulóza. Díky tomu lze pedig barvit nejen všemi barvami na dřevo, ale i barvami na textil.